# Nowogród Bobrzański
Nowogród Bobrzański là một thị trấn thuộc hạt Zielona Góra, tỉnh Lubusz, Ba Lan. Thị trấn có hai con sông chảy qua đó là: sông Bóbr và sông Brzeźniczanka. Thị trấn có diện tích 14,63 km², trong đó rừng chiếm tới 60% diện tích. Tính đến năm 2006, dân số của thị trấn là 5.036 người với mật độ 340 người/km².

## Lịch sử

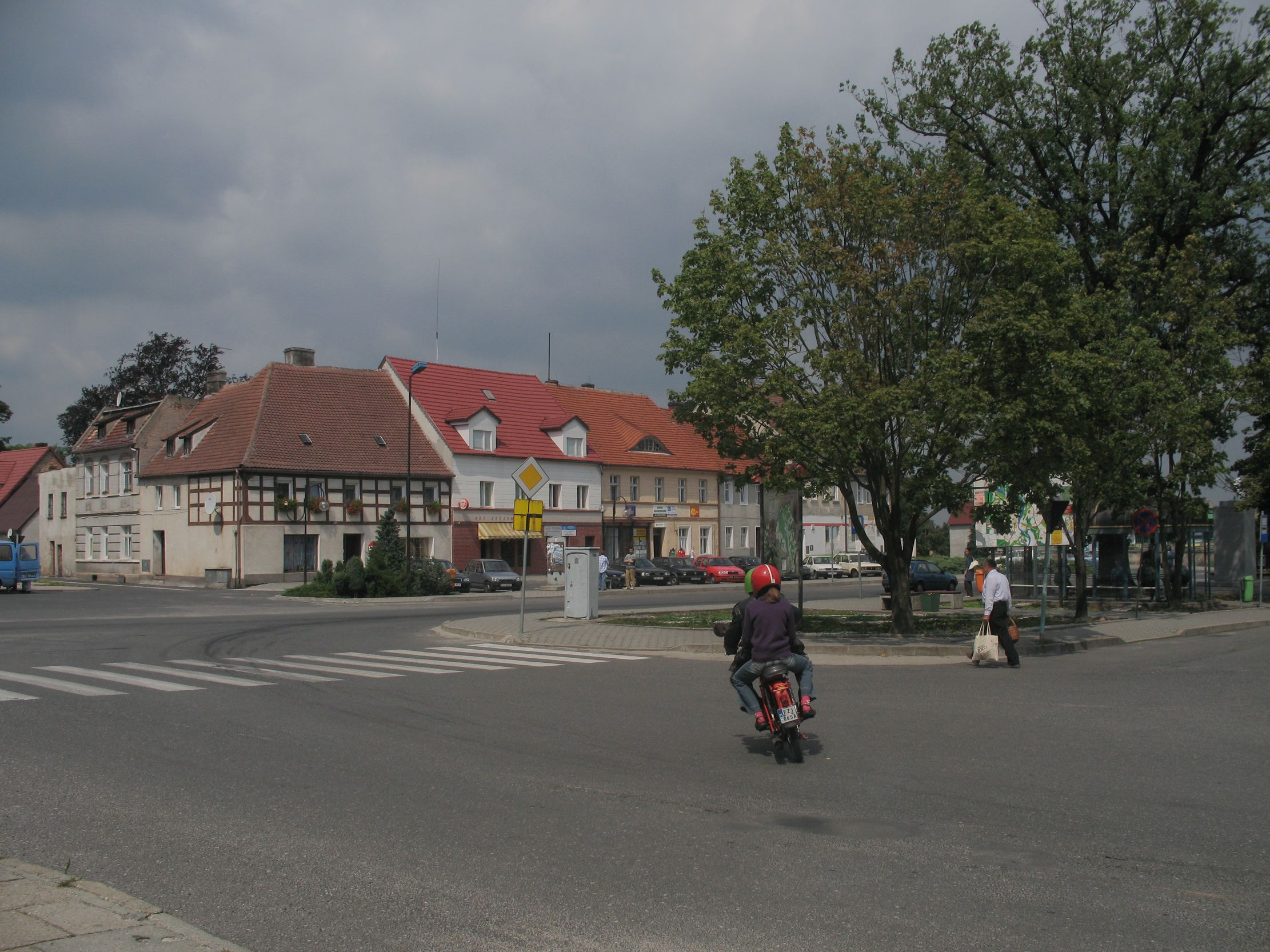
Quảng trường chợ

Thị trấn được thành lập vào năm 1202. Công tước Henry I the Bearded của dòng họ Piast đã thành lập Trường Đại học Augustinian ở đây vào năm 1217. Từ năm 1274, Nowogród Bobrzański là một phần của Công tước Silesian của Żagań. Nó nhận được đặc quyền thị trấn theo luật Magdeburg vào năm 1314. Thị trấn bị phá hủy nghiêm trọng bởi dịch bệnh và các vụ hoả hoạn vào những năm 1350, 1479 và 1723. Năm 1827, có một suối khoáng nóng được phát hiện ở đây và từ đó thu hút rất nhiều khách du lịch đến với thị trấn.
Sau Chiến tranh thế giới lần thứ hai, Nowogród Bobrzański một lần nữa bị phá huỷ nghiêm trọng. Vào năm 1988, nó bị sáp nhập với thị trấn Lusatian Hạ của Krzystkowice (Christianstadt), nằm gần trại tập trung Gross-Rosen của Đức.
Các khu vực lân cận: Białowice, Bogaczów, Cieszów, Dobroszów Mały, Dobroszów Wielki, Drągowina, Kaczenice, Kamionka, Klępina, Kotowice, Krzewina, Krzywa, Lagoda, Niwska, Pajęczno, Pielice, Pierzwin, Podgórzyce, Popowiec, Przybymierz, Skibice, Sobolice, Sterków, Turów, Urzuty, Wysoka.

## Một số địa điểm tham quan nổi tiếng của thị trấn
Trong thị trấn có một số điểm thu hút khách du lịch như:
- Nhà thờ Thánh Bartholomew - được xây dựng từ thế kỷ 12
- Nhà thờ giả định - được xây dựng từ thế kỷ 13
- Tàn tích của nhà máy nơi đạn dược được sản xuất bởi Đức Quốc xã trong những năm 1940-1945

Ở bên ngoài thị trấn cũng có một số địa điểm du lịch như:
- Nhà thờ Thánh Catherine - được xây dựng từ thế kỷ 13 ở Niwiska
- Nhà thờ Thánh Laurence
- Một cung điện - được xây dựng từ thế kỷ 16 và 17 ở Bogaczów
- Một con đường du lịch giữa Wysoka và Podgórzyce